# Волынские Епархиальные Ведомости
Волынские Епархиальные Ведомости  (укр. Волинські Єпархіальні Відомості) — друкований орган Волинської єпархії російською мовою, який виходив два-три рази на місяць, потім — щотижнево, спочатку в містечку Почаїв, від 1908 — у Житомирі. Містив інформацію про головні події в житті єпархії.
З 2004 року в Луцьку під такою ж назвою видається газета Волинської єпархії УПЦ КП (тепер ПЦУ)

## Історія
Журнал, дозволений указом Святійшого Синоду 16 грудня 1866 року, почав виходити з 1 вересня 1867 року. З липня 1887 року передбачалося видавати «ВЄВ» при Житомирському духовному училищі, але через нестачу в Житомирі засобів та умов для регулярного випуску редакція була розміщена в Духовній семінарії у Кременці, де залишалася до 1907 року. Впродовж цього часу «ВЄВ» публікувалися в друкарні Почаївської лаври. У 1908—1917 роках редакція розташовувалася в Житомирі, журнал друкувався там же в губернській друкарні.
«ВЄВ» виходили у 1867—1879 роках двічі на місяць, у 1880—1907 роках — тричі на місяць, з 1908 року — щотижня. У 1917 році були опубліковані № 1/2-10/11 (за 1 квітня), після чого з 6 травня в Житомирі стала виходити «Православна Волинь: щотижневий орган духовенства і мирян Волинської єпархії». Всього до кінця року вийшло 29 номерів, видання тривало до 1918 року. Кожен номер «ВЄВ» поділявся на офіційну і неофіційну частини, але в останні роки вони мали спільну пагінацію.

## Редактори
Спочатку редагування «ВЄВ» було доручено викладачам Духовної семінарії: ієром. Акакію (Заклинському; згодом — єпископ Єнісейський і Красноярський), М. І. Петрову (майб. професор КДА) і В. Г. Прозоровському. Передбачалося, що вони будуть редагувати обидві частини по черзі, по третинам року. Але вже через півроку обидві частини підписував викладач семінарії А. І. Соловйов, з № 3 за 1871 рік його змінив помічник інспектора духовної семінарії П. І. Бєляєв. Він редагував офіційну частину до 1903 року, неофіційну — до 1907 рік, редагування ж офіційної частини у 1904—1907 роках було доручено архим. Віталію (Максименку; згодом — Архієпископу РПЦЗ), завідувачу друкарнею Почаївської лаври. У 1908—1909 роках обидві частини  — Б. С. Давидович, за його відсутності журнал підписував П. К. Кібардін або священик В. В. Михалевич. З 1910 по 1917 рік офіційну частину підписував секретар консисторії В. В. Добровольський (він же підписав офіційну частину всіх номерів «Православної Волині»), за його відсутності — І. П. Карпович. Неофіційну частину у 1910—1915 роках редагували архим. Митрофан (Абрамов), єпископ Сумський) і свящ. Ф. П. Казанський; в 1916—1917 рр. (включаючи всі номери «Православної Волині») — о. З. Т. Саплін.

## Тематика публікацій
На перших етапах видання в неофіційній частині публікувалися об'ємні дослідження з церковної історії Волині та прилеглих областей (Галичина, Полісся, Поділля). Найзначнішим з них був «Історико-статистичний опис церков і приходів Волинської єпархії»  М. І. Теодоровича, що публікувався з 1868 р. частинами, в результаті виданий в 5 т. (1888—1903). Священик Аполлоній Сендульский у 1868—1892 роках опублікував понад 40 історико-статистичних описів парафій єпархії, почавши з власного приходу в с. Сівки.
У журналі були опубліковані історичні нариси про всі монастирі єпархії, в першу чергу про Почаївську лавру, Дерманський Святотроїцький монастир, про храми, святині, православні і греко-католицькі братства, Острозьку академію XVI століття, пізніші навчальні заклади, друкарні, про скарби єпархіального Древньосховища. Друкувалися численні біографічні статті про Афанасія (Филиповича) (1868. № 32. С. 1086—1088), про Стефана, єп. Володимиро-Волинського (1870. № 18), про прп. Йова Почаївського (1875, 1878, 1879; 1914. № 10-14, 16-19), про прп. Феодора, кн. Острозького (1871, 1889), про діяльність на Волині Всеросійських митрополитів святителів Кипріана (1873. № 14) і Фотія (1873. № 16), про західнорус. церковних діячів Стефана і Лаврентія Зизанія (1887. № 6-17; 1890), архим. Йоаникія (Галятовського) (1890), єп. Мелетія (Смотрицького) (1875) та ін. У 1899—1902 роках була опублікована детальна біографія архієп. Модеста (Стрельбицького).
У «ВЄВ» публікувалися статті на богословські і церковно-суспільні теми (про школи, місіонерство, католицизм, унії, сектантство, безбожництво). У 1902—1916 роках у журналі було опубліковано велику кількість проповідей, промов, послань, статей Волинського архієп. Антонія (Храповицького) на церковно-громадські теми. У ці роки друкувалися лекції А. Меньшова з критикою соціалізму (1909. № 1-9; 1911. № 4, 12, 31 і ін.), з 1914 року — статті і виступи нового правлячого архієп. Євлогія (Георгієвського). У 1914—1917 роках існувала постійна рубрика «Огляд військових дій», особлива увага приділялася австрійському фронту, що проходив по Волині і Галичині; публікувалися статті про ставлення до війни.
Як додаток до «ВЄВ» у 1912 році вийшло 58 номерів «Проповеднического листка». Крім того, були видані та розіслані передплатникам «Сказания о Почаевской Успенской лавре» архим. Амвросія (Лотоцького) (1870—1871), «Опис святих ікон та інших священних зображень, що знаходяться у великому соборному храмі … в Успенській лаврі» прот. А. Ф. Хойнацького (1879—1880), «Короткий опис пам'яток старовини, що надійшли у Волинське єпархіальне давньосховище» О. А. Фотинського і Н. М. Бурчак-Абрамовича (1899), «Про виправлення богослужебних книг» греко-католицького митр. XVIII ст. Атанасія Шептицького (1905), інші книги і брошури. У 1917 р. як додаток до «Православної Волині» вийшло не менше 11 номерів «Проповеднического листка» (українською мовою).